# Más bonita que ninguna (canción)
«Más bonita que ninguna» es el título de una canción popularizada por la cantante española Rocío Dúrcal.

## Descripción
Se trata del tema central de la película del mismo título. Se editó también un LP con la banda sonora, igualmente titulado Más bonita que ninguna. Se trata de una de las canciones más famosas y populares de la primera etapa de la carrera de la artista.

## Versiones
Interpretada por la periodista Teresa Viejo en el programa Telepasión española emitido el 24 de diciembre de 1995 en Televisión española.
Versionada por la cantante mexicana Regina Orozco, en su álbum Regina a go go (2010).
Cabe mencionar igualmente la imitación de la cantante original interpretando este tema realizada por Anna Simon y la niña Nayra en el talent show español Tu cara me suena (2014).